# Centre mondial d'approvisionnement et de logistique de l'UNICEF
Le Centre mondial d'approvisionnement et de logistique de l'UNICEF, en anglais UNICEF’s Global Supply and Logistics Hub et en danois UNICEFs store Verdenslager est un entrepôt logistique situé à Copenhague, capitale du Danemark. Il appartient à l'UNICEF, organe des Nations unies plus particulièrement chargé de la protection de l'enfance.
L'entrepôt et les bureaux attenants constituent le Campus 2 de la Cité des Nations Unies, dans laquelle travaillent environ deux mille personnes au service des différentes missions de l'Organisation des Nations unies.
Le Campus 2 est considéré comme « le plus grand entrepôt humanitaire du monde », avec une surface de 20 000 mètres carrés et un effectif de quatre cents salariés.

## Histoire

### Création
Le 7 octobre 1962, le Centre mondial d’approvisionnement et de logistique est créé à Copenhague.

### Premier entrepôt

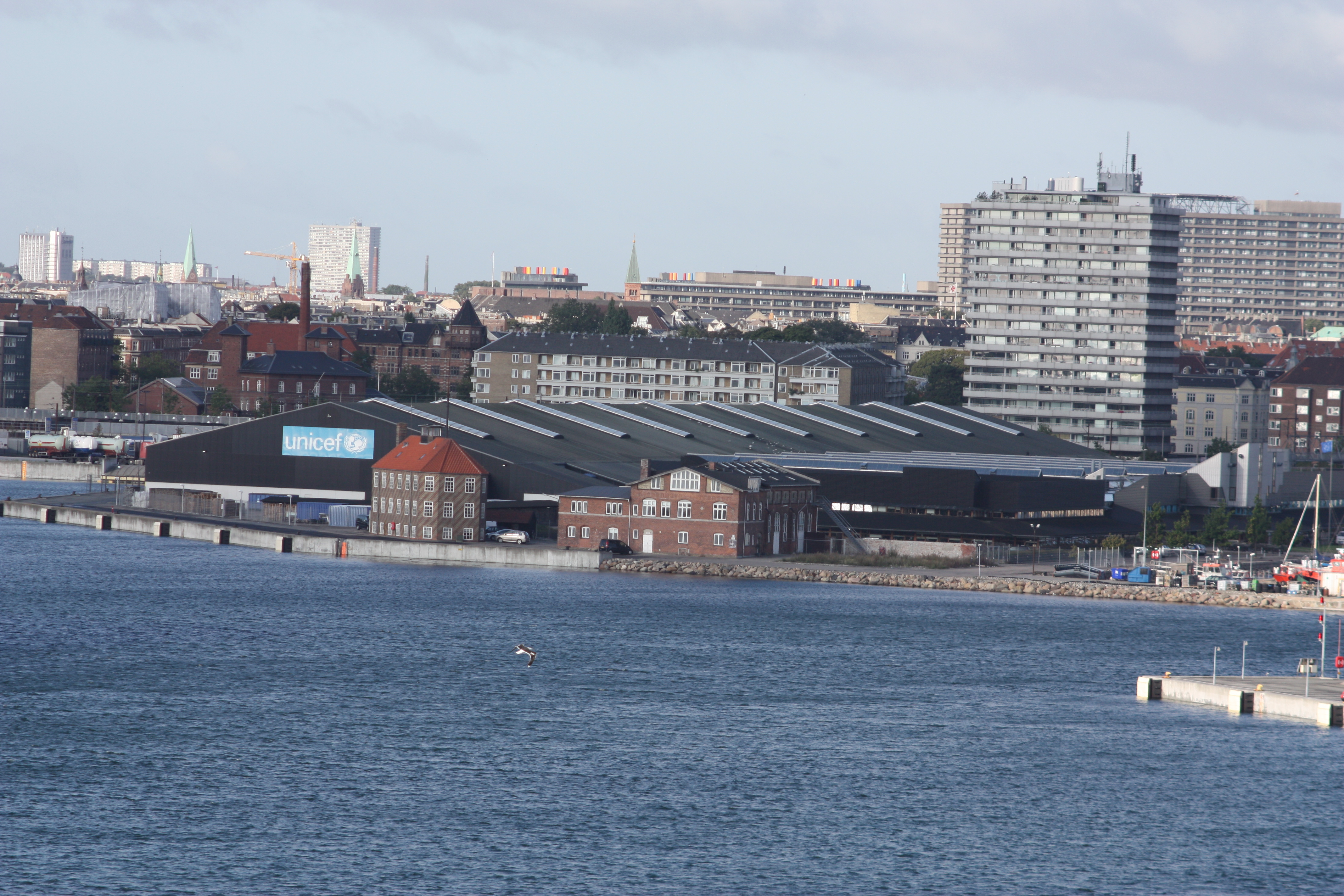
L'ancien entrepôt construit en 1983.

L'entrepôt de l'UNICEF n'est pas la première structure de ce type. Un précédent entrepôt avait été construit également à Copenhague, sur le môle dit « Marmormolen », situé entre le Mellembassinet et le Nordbassinet. Juste à côté de l'emplacement du bâtiment détruit au début des années 2010 est construit, de 2010 à 2013, le Campus 1 de la Cité des Nations Unies. L'ancien entrepôt est conservé jusqu'à l'achèvement du nouveau bâtiment, puis il est détruit.

### Le Campus 2
Le campus 2 se compose pour partie de bureaux qui permettent la gestion des stocks et des expéditions, et pour partie d'un vaste entrepôt disposant des fournitures nécessaires. Les bureaux ont été construits sous la maîtrise d'œuvre du cabinet E. Pihl & Søn A.S., tandis que la partie proprement logistique est l'œuvre du cabinet spécialisé SSI Schäfer A/S. L'inauguration de ce campus a lieu le 11 mai 2011. L'ensemble du Campus 2 a été offert aux Nations unies par le gouvernement du Danemark.
L'entrepôt mesure environ 20 000 mètres carrés et permet l'entreposage de 37 000 palettes,.

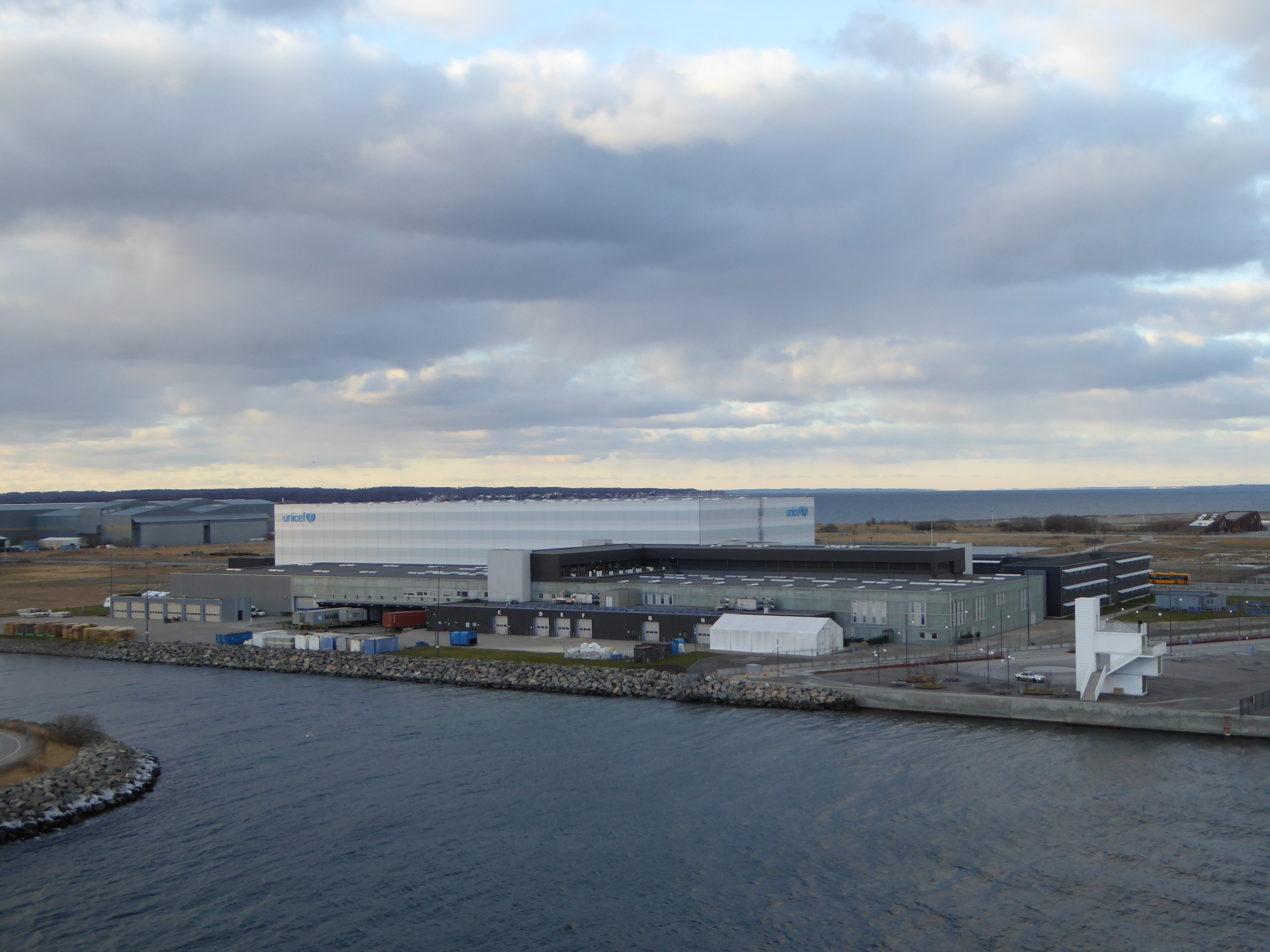
Le site du centre d'approvisionnement.

En 2022, du 1er janvier au 30 septembre, l'entrepôt a permis l'expédition de 480 000 tonnes de fournitures d’urgence, expédiés par avion-cargo, porte-conteneurs, camion et train. Cinq entrepôts secondaires dépendent de lui, à Accra, Brindisi, Dubaï, Guangzhou et Panama. Leurs stocks communs correspond aux besoins de 250 000 personnes pour trois mois. L'entrepôt fonctionne suivant une cadence de travail en continu, sept jours sur sept et vingt-quatre heures sur vingt-quatre, et est en grande partie automatisé et numérisé, n'utilisant notamment aucun support papier pour la traçabilité des colis. L'ensemble des fournitures expédiées en 2021 représente une somme de 7,181 milliards de dollars,,.
L'entrepôt renferme notamment du matériel d'adduction et de traitement d'eau potable, d'assainissement et d'hygiène, des fournitures scolaires et médicales et des produits pharmaceutiques, d'autres matériels en lien avec la santé, l'éducation et la protection des enfants. L'entrepôt gère également certaines fournitures d'urgence pour le compte du HCR. Les produits non stockés dans l'entrepôt sont en particulier la nourriture et les vaccins, qui sont envoyés directement des producteurs vers les pays-cibles. Les centres logistiques de l'UNICEF ne représentent malgré tout que cinq pour cent du volume des expéditions de l'organisation,.
Parmi le personnel de l'entrepôt, l'UNICEF a embauché, outre les spécialistes de la logistique pure, des pharmaciens, des experts financiers, des nutritionnistes ou des architectes. Une stricte parité est appliquée.